# Lewiston–Queenston Suspension Bridge
Die Lewiston–Queenston Suspension Bridge, auch  Queenston–Lewiston Suspension Bridge genannt, ist der Name zweier nacheinander an gleicher Stelle existierender  Straßenbrücken zwischen Kanada und den Vereinigten Staaten. Die in großem zeitlichen Abstand gebauten und benutzten Hängebrücken führten über den Niagara River etwa 1,1 km nördlich der heutigen Lewiston-Queenston Bridge. Sie verbanden die amerikanische Stadt Lewiston im Bundesstaat New York und den kanadischen Ort Queenston in der Provinz Ontario.

## Erste Lewiston–Queenston Suspension Bridge (1851–1854)
Die erste Lewiston–Queenston Suspension Bridge wurde nach den Plänen des Ingenieurs Edward W. Serrell zwischen 1850 und 1851 gebaut. Das erste Seil, mit dessen Hilfe die weiteren Arbeiten durchgeführt werden konnten, wurde mit einem Dampfschiff über den Fluss gezogen.
Die Hängebrücke hatte eine Spannweite von 256 m (841 ft) und ein 6 m breites Brückendeck aus Holzbohlen. Das Brückendeck war mit langen Abspannseilen mit dem Felsufer verbunden, um Schwingungen zu verhindern.
Im Winter 1853–54 hatte man die Abspannseile entfernt, um Schäden durch Eisgang zu vermeiden. Am 3. Februar 1854 setzte ein heftiger Sturm die Brücke in so große Schwingungen, dass sie brach und in den Fluss stürzte. Bis zum Bau der zweiten Brücke mussten sich die Einwohner wieder auf einen Fährdienst verlassen.

## Zweite Lewiston–Queenston Suspension Bridge (1899–1962)
1898 war die zweite Falls View Suspension Bridge unterhalb der Niagarafälle von der größeren und tragfähigeren Upper Steel Arch Bridge (Honeymoon Bridge) abgelöst worden. Die erst neun Jahre alte Hängebrücke wurde daraufhin abgebaut; ihre Teile wurden für den Bau der zweiten Lewiston–Queenston Suspension Bridge verwendet. Die Arbeiten an dieser Brücke begannen im Herbst 1898 unter der Leitung von Leffert L. Buck und wurden am 21. Juli 1899 fertiggestellt.
Die Brücke war ausreichend breit und tragfähig für den eingleisigen Verkehr mit elektrischen Straßenbahnen und anderen Fahrzeugen. 
Sie blieb bis 1962 in Betrieb, als die heutige Lewiston–Queenston Bridge eröffnet wurde, eine größere und tragfähigere Stahl-Bogenbrücke. Die Hängebrücke wurde 1963 abgebaut und verschrottet.